# 鈴木宏昌
鈴木 宏昌（すずき ひろまさ、1940年5月26日 - 2001年5月21日）は、東京都出身のジャズピアニスト、作曲家、編曲家。ニックネームが「コルゲン」であることから、愛称は「コルゲンさん」。

## 略歴
歯科医の息子として生まれ、慶應義塾大学経済学部に進学。大学在学中はジャズ・ピアノに傾倒し、佐藤允彦、大野雄二と共に「慶應三羽烏」として名をはせる。ニックネームの「コルゲン」はもともとは佐藤のものであったが、佐藤が渡米し、その後を受けた形で参加したグループで「二代目コルゲン」と言われていた鈴木がいつしか「コルゲン」のニックネームとなって定着した。
大学在学中より「ジョージ川口とビッグ4+1」に加入し、プロとして活動を開始。その後、国内の有名ミュージシャンと数々の共演を行い、その後、日野皓正のコンボに参加し、「ハイノロジー」などでアレンジャーとしての才覚をあらわす。
自らリーダー･バンドを結成し、「コルゲン・バンド」として活動を開始するが、歌伴の仕事が殺到しながらも、いくつかのアルバムを発表している。その後、コルゲン・バンドはメンバー変更を行い、「ザ・プレイヤーズ」として活動を続け、「ギャラクシー」を筆頭に7枚のアルバムを発表する。
当時の鈴木が造詣を深くするウェザー・リポートの影響を大きく受ける楽曲も多数あるが、鈴木独自の華麗なセンスによる作編曲の多彩さが光り輝き、フュージョン･ブームの中でも特に通好みのバンドであったとされている。
ザ･プレイヤーズ解散後は、同時進行していたコルゲン・トリオの活動を定期的に行い、佐藤のプロデュースを得てソロ・ピアノ作品の「ウィズ・マイ・ホール・ハート」を発表するなどジャズに回帰した。
癌を患い闘病しながらも、一旦は術後に「生還ライヴ」を行ったが、2001年5月21日死去。60歳没。

## 主な作曲・編曲楽曲
- 大橋巨泉「こりゃまたみなさん百面相」（編曲）
- 秀夕木、杉並児童合唱団「GO!GO!トリトン」（作・編曲）
- 子門真人「サーキットの狼」（編曲）
- 石黒ケイ「ひとり暮らし」（編曲）
- 井上純一「アトランチス」「月灯りの街で」（編曲）
- 大橋純子「シルエット・ロマンス」（編曲）
- タモリ「タモリのワーク・ソング」（編曲）、「イケネコ・ドドネコ 」（作・編曲）、「狂い咲きフライデイ・ナイト」（編曲）、「スタンダード・ウィスキー・ボンボン 」 （編曲）、「クレイジー・ガイ・ライク・ミー 」（作・編曲）、久美ちゃん My Love～ディア・オールド・ストックホルム～」（編曲）
- 竹中直人「レスラー」（作・編曲）
- ジャンボ鶴田の入場テーマ「J」（作曲）
- 大山のぶ代「昔のことばは生きている」（編曲）
- ゆうゆ「ドッテン・チャールストン」（編曲）
- 田中美奈子「パヤパヤパイン」（作曲）
- かおりくみこ「若草のシャルロット」(作曲)
- 少年隊「My Dear Mrs. Las Vegas」（編曲）
- セルフサービス「つまンないガール」（作・編曲）「大きなお世話よほっといて！」（作・編曲）
- SMAP「ギョーカイ地獄いちどはおいで」（編曲）

## 映画音楽
- サーキットの狼

## TV音楽
- 今夜は最高!（日本テレビ系列）
- なぜか、ドラキュラ
- 海底大戦争 愛の20000マイル
- 海のトリトン
- 若草のシャルロット
- 笑っていいとも!特大号（フジテレビ系列、オープニング・エンディング曲「ウキウキWatching」の特大号ヴァージョンの編曲を鷺巣詩郎と共に担当）
- 平成あっぱれテレビ（テーマ音楽担当、日本テレビで1990年から2001年まで元旦に特別番組として放送）
- 週刊フジテレビ批評（テーマ音楽、番組内でのピアノ演奏）

## 日本のジャズメンとの活動
- ジョージ川口（dr）
- 渡辺貞夫（as）
- 日野皓正（tp,cor）
- 小津昌彦（dr）
- 鈴木淳（bs）
- 猪俣猛（dr）
- 富樫雅彦（dr）
- 前田憲男（p）
- 山下洋輔（p）
- 村岡建（ts）
- 山本剛（p）
- 大野俊三（tp）
- 大野雄二（p）
- 中牟礼貞則（g）